# Virola sessilis
Virola sessilis är en tvåhjärtbladig växtart som först beskrevs av A. Dc., och fick sitt nu gällande namn av Otto Warburg. Virola sessilis ingår i släktet Virola och familjen Myristicaceae. Inga underarter finns listade i Catalogue of Life.